# Significant Mother
Significant Mother è una serie televisiva statunitense di genere situation comedy, creata da Erin Cardillo e Richard Keith, che ha debuttato il 3 agosto 2015 sul network The CW.

## Trama
Nate Marlowe, proprietario di un ristorante, rimane scioccato quando scopre che il migliore amico e coinquilino Jimmy Barnes ha una relazione con sua madre Lydia.
Nate e l'ex marito di Lydia, Harrison Marlowe, devono dunque affrontare la dura realtà in quanto la relazione tra Jimmy e Lydia è seria.

## Episodi
| Stagione       | Episodi | Prima TV USA | Prima TV Italia |
| -------------- | ------- | ------------ | --------------- |
| Prima stagione | 9       | 2015         | 2016            |